# Gábor Presser
Gábor Presser (ur. 27 maja 1948 w Budapeszcie) – węgierski muzyk rockowy i kompozytor. Ukończył konserwatorium w Budapeszcie w klasie fortepianu. Członek zespołu Omega (1966–1971), potem założyciel zespołu Locomotiv GT. Kompozytor rock-baletu Próba (Electromantic 1982) do libretta Antala Fodora, wystawianego z wielkim powodzeniem w latach 80. na deskach Teatru Wielkiego w Łodzi, a także w Teatrze Wielkim w Poznaniu. Skomponował muzykę do ponad 30 filmów.
Od 2003 roku jest ambasadorem dobrej woli UNICEF na Węgrzech.

## Dyskografia

### Z Omegą
- Trombitás Frédi és a rettenetes emberek (1968)
- 10000 lépés (1969)
- Éjszakai országút (1970)

### Z Locomotivem GT
- Locomotiv GT (1971)
- Képzelt riport egy amerikai popfesztiválról összes dalai (1971)
- Ringasd el magad (1972)
- Bummm! (1973)
- Mindig magasabbra (1975)
- Locomotiv GT V. (1976)
- Zene – Mindenki másképp csinálja (1977)
- Mindenki (1978)
- Loksi (1980)
- Locomotiv GT X. (1982)
- Ellenfél nélkül (1984)
- A Locomotiv GT összes kislemeze (1992)
- 424 – Mozdonyopera (1997)
- A fiúk a kocsmába mentek (2002)

### Solo
- Electromantic (1982)
- Csak dalok (1994)
- Kis történetek (1996)
- Angyalok és emberek (2000)
- T12enkettő (2006)